# Рочегда
Рочегда (рос. Рочегда) — селище в Виноградовському районі Архангельської області Російської Федерації.
Населення становить 2009 осіб. Органом місцевого самоврядування до 2021 року було Рочегодське муніципальне утворення.

## Історія
Від 1937 року належить до Архангельської області.
Від 2004 року належить до муніципального утворення Рочегодське муніципальне утворення.

## Населення
| 1959  | 1970  | 1979  | 1989  | 2002  | 2009  | 2010  |
| ----- | ----- | ----- | ----- | ----- | ----- | ----- |
| 3923  | ↗4237 | ↘3616 | ↘2999 | ↘2456 | ↘2351 | ↘1989 |
| 2012  |       |       |       |       |       |       |
| ↗2009 |       |       |       |       |       |       |